# NGC 5213
NGC 5213 (другие обозначения — UGC 8552, MCG 1-35-8, ZWG 45.28, VV 18, IRAS13321+0423, PGC 47842) — спиральная галактика с перемычкой (SBb) в созвездии Дева.
Этот объект входит в число перечисленных в оригинальной редакции «Нового общего каталога».